# アルバ・フロリン
アルバ・フロリン、また アルバ・ギルダー（オランダ語: Arubaanse florin）はアルバで利用される通貨単位。ISO 4217コードはAWG。補助通貨はセントで、1フロリンは100セントである。1986年のオランダ領アンティルからの離脱に伴い、オランダ領アンティル・ギルダーに代わって通貨になった。

## 歴史
フロリンは1986年に、オランダ領アンティル・ギルダーと等価で交換された。為替レートはギルダーの時代より、1.79フロリン=1アメリカ合衆国ドルで安定している。

## 硬貨
1986年より、5セント、10セント、25セント、50セント、1フロリン、2.5フロリンの硬貨が発行された。1995年には5フロリン硬貨も加わった。全ての硬貨はニッケルを含む鉄製である。2005年以前から、50セントと5フロリンの硬貨は四角形である。

## 紙幣
1986年、5フロリン、10フロリン、25フロリン、50フロリン、100フロリンの紙幣が発行された。1993年には500フロリン紙幣が発行され、1995年には5フロリンが紙幣から硬貨になった。